# ウォルサム

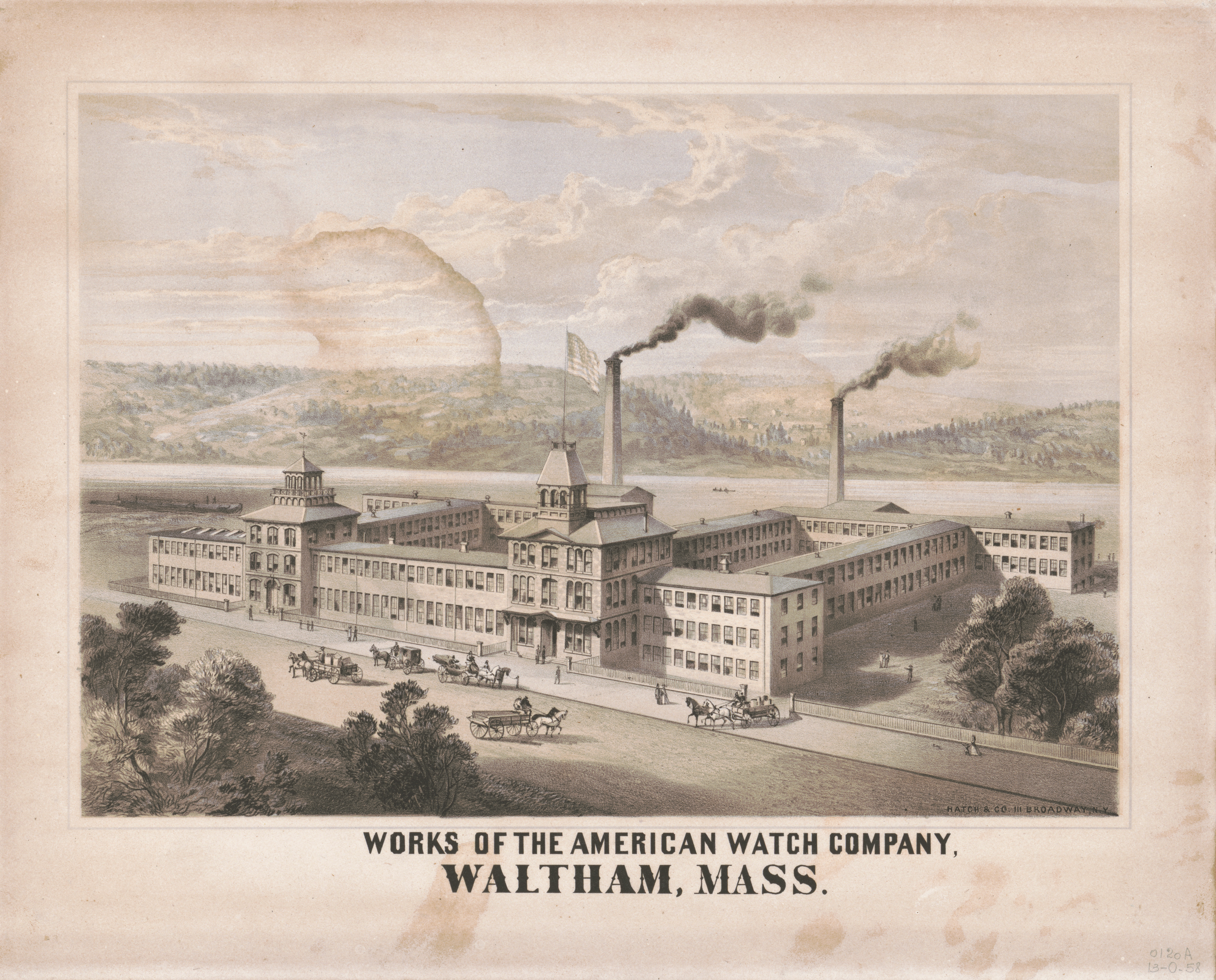
ウォルサム本社

ウォルサム・ウォッチ・カンパニー（Waltham Watch Company ）は、アメリカ最古の時計ブランドである。ボストンを拠点としていた。懐中時計が有名で、エイブラハム・リンカーンやジェームズ・ブキャナン、川端康成も愛用していた。またブキャナンは友好の証として孝明天皇にウォルサムの時計を贈呈している。
現在は日本の宝飾品メーカー、平和堂貿易の100パーセント子会社である。

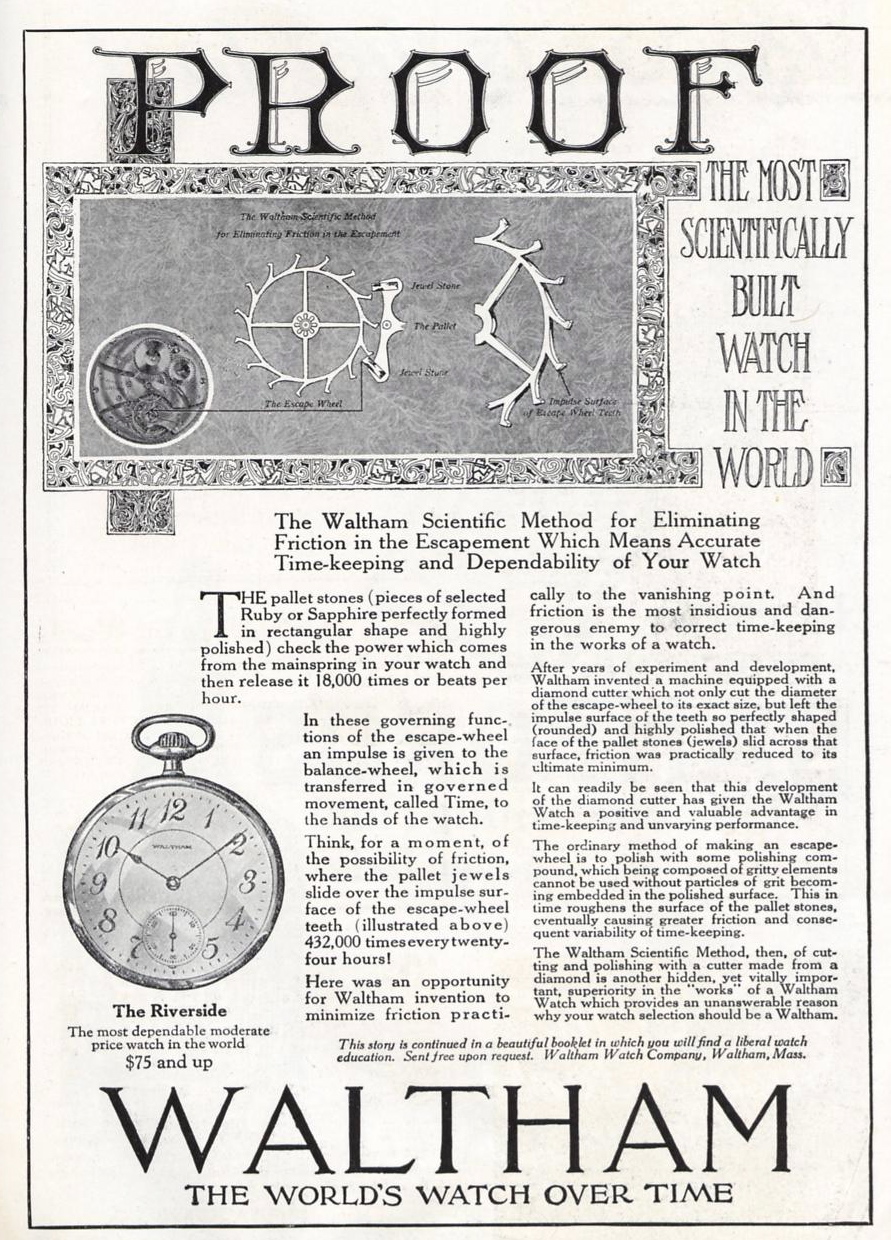
ウォルサム黄金期のパンフレット

## 歴史
- 1850年 - デイヴィッド・デイヴィス（David Davis ）、エドワード・ハワード（Edward Howard ）、アーロン・ラフキン・デニソン（Aaron Lufkin Dennison ）の三人が会社を設立した。
- 1851年 - 会社の名称をアメリカン時計会社（American Horologe Company ）と決定、生産が開始される。
- 1852年 - 最初の時計が完成。
- 1853年9月 - ボストン時計会社（Boston Watch Company ）に改名、マサチューセッツ州のウォルサムに新工場を建設。しかし破産しエドワード・ハワードが会社を離れる。
- 1857年5月 - オークションにてロイヤル・E・ロビンス（Royal E. Robbins ）が買い取りアップルトン・トレイシー（ Appleton Tracy & Company / ATCo ）として再建される。
- 1859年1月 - ウォルサム発明社（Waltham Improvement Co. ）を合併。アメリカン時計会社（American Watch Company / AWCo.）に改名。
- 1885年 - アメリカン・ウォルサム時計会社（American Waltham Watch Company / AWWCo. ）に改名。
- 1907年- ウォルサム時計会社（Waltham Watch Company / WWCo.）に改名。
- 1949年- 破産宣告、工場閉鎖。以後、ニューヨークにスイス時計の輸入営業所の開設や、Hallmark Watch Companyを通しての在庫製品の販売など、数回に渡り会社再建が試みられる。（〜57年）
- 1954年 - スイスにウォルサムインターナショナル（Waltham International SA ）を設立。アメリカ国外における商標を保有し、スイス製のウォルサムブランドの機械式腕時計と機械式懐中時計の生産を継続した。
- 1958年 - 一般向け時計分野からの撤退を決定、会社を再編成しWaltham Precision Instruments Company（現在のWaltham Aircraft Clock Corporation）を設立。商標権をデラウェア州に新設された（新）ウォルサム時計会社（Waltham Watch Company）に移譲。翌年、新会社はHallmark Watch Companyと合併、旧会社の製品アフターサービスなどを引き継いだ。
- 1971年 - アポロ15号による月面探査の際、宇宙飛行士デイヴィッド・スコットのオメガスピードマスタープロフェッショナルが故障したためウォルサムの時計が使用された。
- 現在- アメリカ国内とカナダにおける商標はMZ Berger and Companyが保有。